# Ach to státu hanobení
Ach to státu hanobení je koncertní album české undergroundové skupiny The Plastic People of the Universe. Nahrávání alba probíhalo v letech 1976-1977 a vyšlo až v roce 2000 pod značkou Globus Music.

## Seznam skladeb
| Pořadí         | Název                      | Hudba          | Text           | Délka   |
| -------------- | -------------------------- | -------------- | -------------- | ------- |
| 1.             | Egon Bondy recituje Dvacet |                | Bondy          | 0:28    |
| 2.             | Ach to státu hanobení      | Hlavsa         | Bondy          | 4:00    |
| 3.             | Píseň brance               | Hlavsa         | Pánek          | 7:24    |
| 4.             | Phallus impudicus          | Hlavsa         |                | 4:43    |
| 5.             | Koleda                     | Hlavsa         | Bondy          | 5:33    |
| 6.             | Prší, prší                 | Hlavsa         | Bondy          | 5:31    |
| 7.             | Apokalyptickej pták        | Hlavsa         | Zajíček        | 8:51    |
| 8.             | Eliášův oheň               | Hlavsa         | Pánek          | 5:42    |
| 9.             | Magické noci               | Hlavsa         | Bondy          | 6:51    |
| 10.            | Spofa blues                | Hlavsa         | Bondy          | 3:56    |
| 11.            | 100 bodů                   | Hlavsa         | Vaněček        | 20:08   |
| 12.            | Nebo jití jest Hospodinovo | Hlavsa         | Brabenec       | 6:20    |
| Celková délka: | Celková délka:             | Celková délka: | Celková délka: | 1:19:27 |

### Nahrávání
- Bojanovice, 21. února 1976 (1-8)
- dům Václava Havla, Hrádeček, 1. října 1977 (9-11)
- byt Josefa Janíčka, Praha-Nové Město, podzim 1977 (12)

## Sestava
- Milan Hlavsa – baskytara (2-12), zpěv (2-5, 7-11), sbor (12)
- Josef Janíček – kytara (2, 3, 6, 7), klavifon (3-5, 7-9, 11), vibrafon (6, 10), harmonium (12), zpěv (2, 3, 6, 7, 9-11), sbor (12)
- Jiří Kabeš – housle (2-8), viola (9-11), theremin (9), zpěv (10), sbor (12)
- Vratislav Brabenec – saxofon (2-5, 7-11), zpěv (12)
- Jaroslav Vožniak – bicí (2-8)
- Jan Brabec – bicí (9-12)
- Zdeněk Fišer – theremin (3, 7)
- Jaroslav Unger – sbor (12)
- Jan Schneider – perkuse (12)
- Egon Bondy – recitace (1)